# Jørlunde Sogn
Jørlunde Sogn er et sogn i Frederikssund Provsti (Helsingør Stift).
Jørlunde Sogn var i Middelalderen herredssogn i Jørlunde Herred. I 1800-tallet var sognet et selvstændigt pastorat. Det hørte til Lynge-Frederiksborg Herred i Frederiksborg Amt. Jørlunde sognekommune blev ved kommunalreformen i 1970 delt:
Den nordlige del med byen Jørlunde blev indlemmet i Slangerup Kommune, der ved strukturreformen i 2007 indgik i Frederikssund Kommune. Den sydlige del blev indlemmet i Ølstykke Kommune, der ved strukturreformen i 2007 indgik i Egedal Kommune.
I Jørlunde Sogn ligger Jørlunde Kirke.
I sognet findes følgende autoriserede stednavne:
- Hagerup (bebyggelse)
- Hagerup By (bebyggelse, ejerlav)
- Hagerup Mose (areal)
- Hagerupsø (bebyggelse)
- Hagerup Sø (bebyggelse, ejerlav)
- Holmen (bebyggelse)
- Jørlunde (bebyggelse)
- Jørlunde By (bebyggelse, ejerlav)
- Jørlunde Overdrev (bebyggelse)
- Påstrup (bebyggelse)
- Påstrup By (bebyggelse, ejerlav)
- Skenkelsø (bebyggelse)
- Skenkelsø By (bebyggelse, ejerlav)
- Sperrestrup (bebyggelse)
- Sperrestrup By (bebyggelse, ejerlav)
- Sundbylille (bebyggelse)
- Sundbylille By (bebyggelse, ejerlav)
- Søborggård (landbrugsejendom)